# Châteauroux Classic de l'Indre 2013
La Châteauroux Classic de l'Indre 2013, decima edizione della corsa e valida come evento dell'UCI Europe Tour 2013 categoria 1.1 e come dodicesima prova della Coppa di Francia, si svolse il 25 agosto 2013 su un percorso di 200,4 km. Fu vinta dal francese Bryan Coquard che terminò la gara in 4h49'17", alla media di 41,56 km/h.
Al traguardo 97 ciclisti portarono a termine la gara.

## Squadre e corridori partecipanti
| N.    | Cod. | Squadra                      |
| ----- | ---- | ---------------------------- |
| 1-8   | VIN  | Vini Fantini-Selle Italia    |
| 11-18 | ALM  | AG2R La Mondiale             |
| 21-28 | FDJ  | FDJ.fr                       |
| 31-38 | BSE  | Bretagne-Séché Environnement |
| 41-48 | COF  | Cofidis, Solutions Credits   |
| 51-58 | EUC  | Team Europcar                |
| 61-68 | SOJ  | Sojasun                      |
| 71-78 | BIG  | BigMat-Auber 93              |
| 81-88 | LPM  | La Pomme Marseille           |
| 91-98 | RLM  | Roubaix-Lille Metropole      |

| N.      | Cod. | Squadra                      |
| ------- | ---- | ---------------------------- |
| 101-108 | AJW  | Accent Jobs-Wanty            |
| 111-118 | AND  | Androni Giocattoli-Venezuela |
| 121-128 | BAR  | Bardiani Valvole-CSF Inox    |
| 131-138 | CJR  | Caja Rural                   |
| 141-148 | CRE  | Crelan-Euphony               |
| 151-158 | IAM  | IAM Cycling                  |
| 161-168 | RVL  | RusVelo                      |
| 171-178 | TSV  | Topsport Vlaanderen-Baloise  |
| 181-188 | AS2  | Continental Team Astana      |
| 191-198 | RB3  | Rabobank Development Team    |

## Ordine d'arrivo (Top 10)
| Pos. | Corridore            | Squadra       | Tempo    |
| ---- | -------------------- | ------------- | -------- |
| 1    | Bryan Coquard        | Europcar      | 4h49'17" |
| 2    | Mattia Gavazzi       | Androni       | s.t.     |
| 3    | Francesco Chicchi    | Vini Fantini  | s.t.     |
| 4    | Tom Van Asbroeck     | Topsport Vl.  | s.t.     |
| 5    | Yves Lampaert        | Topsport Vl.  | s.t.     |
| 6    | Matteo Pelucchi      | IAM Cycling   | s.t.     |
| 7    | Pieter Vanspeybrouck | Topsport Vl.  | s.t.     |
| 8    | Benjamin Giraud      | La Pomme Mar. | s.t.     |
| 9    | Maxime Daniel        | Sojasun       | s.t.     |
| 10   | Roy Jans             | AccentJobs    | s.t.     |